# 잭 더 리퍼 (뮤지컬)
《잭 더 리퍼》(Jack the Ripper)는 체코의 뮤지컬이다. 19세기 영국의 범죄자 잭 더 리퍼와 그에 관한 실화를 배경으로 하고 있으며, 살인 사건과 그 속에 숨겨진 사랑 이야기 등을 다루고 있다. 대한민국에서는 엠뮤지컬컴퍼니가 제작을 맡아 2009년 유니버설 아트센터에서 《살인마 잭》이라는 제목으로 초연을 했다. 《드라큘라》《햄릿》《클레오파트라》《삼총사》에 이어 국내에 들어온 다섯 번째 체코 뮤지컬이다. 이듬해인 2010년부터 현재와 같은 타이틀로 변경되었다. 국내 초연 때부터 일본 시장 진출을 염두에 두고 한류 스타를 적극 기용했으며 2012년 9월 16일부터 10월 8일까지 도쿄 아오야마 극장에서 30회 공연을 펼쳐 개막 전에 손익분기점을 넘기고, 유료점유율 81.5%를 기록하는 성공을 거두었다.

## 캐스팅

### 2009년
- 다니엘 역 - 안재욱, 엄기준, 김무열, 신성록
- 잭 역 - 김원준, 최민철
- 앤더슨 역 - 유준상, 민영기
- 먼로 역 - 김법래, 남문철
- 폴리 역 - 양소민, 백민정
- 글로리아 역 - 최유하, 최수진

### 2010년
- 다니엘 역 - 안재욱, 김성민, 엄기준
- 잭 역 - 신성우, 최민철
- 앤더슨 역 - 유준상, 민영기, 김준현
- 먼로 역 - 김법래, 남문철
- 폴리 역 - 서지영, 백민정
- 글로리아 역 - 문혜원, 소냐

### 2011년
- 다니엘 역 - 이지훈, 엄기준, 안재욱, 성민
- 잭 역 - 신성우, 이건명
- 앤더슨 역 - 민영기, 유준상, 김준현
- 먼로 역 - 김법래, 이정열, 박성환
- 폴리 역 - 서지영, 백민정
- 글로리아 역 - 김아선, 오진영

### 2012년
- 다니엘 역 - 엄기준 안재욱, 성민, 송승현
- 잭 역 - 신성우, 김법래
- 앤더슨 역 - 민영기, 유준상, 이건명
- 먼로 역 - 이희정, 이정열
- 폴리 역 - 서지영, 양꽃님
- 글로리아 역 - 소냐, 제이민

### 2013년
- 다니엘 역 - 정동하, 성민, 이창민, 박진우, 엄기준, 김다현, 지창욱
- 잭 역 - 신성우, 김법래, 조순창
- 앤더슨 역 - 김준현, 이건명, 민영기
- 먼로 역 - 이희정, 강성진
- 폴리 역 - 서지영, 양꽃님
- 글로리아 역 - 소냐, 제이민, 김여진

### 2016년
- 다니엘 역 - 류정한, 엄기준, 카이
- 잭 역 - 테이, 이창희
- 앤더슨 역 - 김준현, 조성윤, 박성환
- 먼로 역 - 정의욱, 김대종
- 폴리 역 - 정단영
- 글로리아 역 - 김보경, 김예원

### 2019년
- 다니엘 역 - 엄기준, 최성원, 정동하, 환희, 켄
- 잭 역 - 신성우, 서영주, 김법래
- 앤더슨 역 - 이건명, 민영기, 김준현, 정필립
- 먼로 역 - 강성진, 장대웅
- 폴리 역 - 백주연, 소냐
- 글로리아 역 - 스테파니, 김여진

## 스태프
- 작사/대본 : 이반 헤쟈(Ivan Hejna)
- 작곡 : 바소 파테이르(Václav Patejdl)
- 프로듀서 : 김선미(2009~) 엄홍현(2009~2010), 김희철(2011)
- 연출/각색/한국어 버전 작사 : 왕용범
- 음악감독 : 이성준
- 안무 : 서병구
- 무대디자인 : 서숙진
- 조명디자인 : 민경수

## 공연 일정

### 2009년
- 2009년 11월 13일 ~ 2010년 1월 31일 (유니버설 아트센터)
- 공연시간: 화~금 8시 / 토 4시, 8시 / 일, 공휴일 3시, 7시

### 2010년
- 2010년 7월 22일 ~ 2010년 8월 22일 (성남아트센터 오페라하우스)
- 공연시간: 화~목 8시 / 금 3시, 8시 / 토 4시, 8시 / 일, 공휴일 3시, 7시

### 2011년
- 2011년 7월 5일 ~ 8월 14일 (충무아트홀 대극장)
- 공연시간: 화, 목 8시 / 금 4시, 8시 / 토 4시, 8시 / 일, 공휴일 3시, 7시

### 2012년
- 2012년 7월 20일 ~ 8월 25일 (국립극장 해오름극장)
- 공연시간: 화~토 4시, 8시 / 일, 공휴일 3시, 7시

### 2019년
- 2019년 1월 25일 ~ 3월 31일 (올림픽공원 우리금융아트홀)
- 공연시간: 화~금 8시 / 토, 일 3시, 7시